# XII Juegos Centroamericanos y del Caribe
Los XII Juegos Centroamericanos y del Caribe Santo Domingo 1974, fueron celebrados en la capital dominicana del 27 de febrero al 13 de marzo.
Participaron 2,052 atletas en 18 deportes atletismo, baloncesto, béisbol, boxeo, ciclismo, clavados, fútbol, gimnasia artística, judo, pesas, lucha olímpica, natación, polo acuático, softbol, tenis, tiro deportivo, vela y voleibol. La República Dominicana se presentó a esos juegos con 203 deportistas. Fueron asumidos bajo el lema “Compromiso de Todos”, una creación de la inspiración del fenecido Max Reynoso, figura que desempeñó un papel preponderante y de liderazgo en todo lo relacionado con prensa, relaciones públicas y publicidad del evento. 
Fue el primer gran compromiso del deporte dominicano, asumido por el Gobierno de Joaquín Balaguer. Juan Ulises García Saleta fue su gran promotor, y en el marco del evento nació el Centro Olímpico Juan Pablo Duarte. Fue también la primera vez que se construyeron instalaciones grandes y modernas en el país. Dominicana tan solo ganó una medalla de oro con el levantador de pesas Amaury Cordero, pero eso levantó un gran regocijo nacional.

## Historia
Al despuntar la tarde del 27 de febrero de 1974, cuando el astro sol emitía los últimos destellos  de luz de ese memorable día, inició la inauguración de los XII Juegos Centroamericanos y del Caribe.
Eran, más o menos, las 4:15 de la tarde cuando inició el ceremonial en el majestuoso Estadio Olímpico, repleto de público y la presencia de las máximas autoridades civiles y militares de la República Dominicana. Una multitud de 30 mil personas colmó todas las facilidades de la instalación, llenando  las expectativas creadas alrededor del acontecimiento. El Gobierno decretó que empleados públicos y de las empresas privadas fueran liberados de sus obligaciones para que pudieran asistir a la majestuosa ceremonia.El entonces presidente Joaquín Balaguer presidió la ceremonia junto al Alcalde de la ciudad capital, don Rafael Estrella Rojas; Lord Killannin, presidente del Comité Olímpico Internacional; José Beracasa, presidente de la Organización Deportiva Centroamericana y del Caribe; Juan Ulises García Saleta, presidente del Comité Olímpico Dominicano;  y  Bienvenido Martínez Brea, presidente del Comité Organizador del evento.Miles de estudiantes de escuelas públicas y colegios privados participaron en la ceremonia, además de las academias de las diferentes instituciones de las Fuerzas Armadas y la Policía Nacional. Profesores de Educación Física de escuelas y colegios de la capital y el interior trabajaron arduamente en la preparación de estos, incluyendo a Adriano Hernández y Rafael Ortiz Celado, entre otros.
El desfile de inauguración fue precedido de un gran desfile de abanderadas y cadetes y una gran presentación artística propia para la ocasión que llamó la atención del público.Las delegaciones comenzaron a desfilar en un orden alfabético rigurosamente establecido, precedidas de un gran pelotón de abanderados, con excepción de Panamá que por su condición de sede los juegos de 1970 inició el desfile y República Dominicana entró de última por ser sede del evento.Luego seguían, una formación de cadetes que portaban el Escudo Nacional. El emblema fue colocado, después del desfile, frente al Palco Presidencial, donde se encontraban las autoridades oficiales y deportivas.En orden sucesivo, desfilaron los miembros de la Guardia Centroamericana y del Caribe, quienes portaban las banderas de  esos juegos.
Tras los panameños iban los de las Antillas Neerlandesas, y en ese orden, Bahamas, Barbados, Belice, Bermudas, Colombia, Costa Rica, Cuba, El Salvador, Guatemala, Guayana, Haití, Honduras, Islas Vírgenes, Jamaica, México, Nicaragua, Puerto Rico, Surinam, Trinidad y Tobago, y Venezuela.El punto de ebullición de la ceremonia se produjo cuando hizo su entrada la bandera nacional portada por el atleta Donato Vásquez, un recién graduado con honores de ingeniero agrónomo de la Universidad Católica Madre y Maestra y destacado atleta de campo y pista. El año anterior (1973), Vásquez había sido premiado como Atleta del Año.
El momento más emocionante fue cuando se produjo la entrada de la antorcha y encendido del pebetero a cargo del atleta Alberto Torres de la Mota (Gringo). Un silencio sepulcral se apoderó del estadio que contempló extasiado cuando Torres de la Mota se paseaba por la pista de chevrón del estadio para luego romper ese silencio con aplausos, lágrimas y vítores por haber hecho realidad el acontecimiento deportivo más grande que hasta entonces se estaba presentando al país. El doloroso parto que constituyó haber conseguido la sede y posterior labor de organización y montaje de los juegos había llegado a consumarse para luego pasar con muy buena nota.
Para esta edición Cuba nuevamente dominó los juegos en 14 disciplinas y duplicó el número de medallas de México, su competidor más cercano.

## Deportes
| - Atletismo - Baloncesto - Balonmano - Béisbol - Boxeo - Ciclismo: - Ciclismo en pista - Ciclismo en ruta | - Deportes acuáticos: - Clavados - Natación - Natación en aguas abiertas - Nado sincronizado - Waterpolo - Esgrima - Gimnasia - Gimnasia artística - Gimnasia rítmica | - Lucha - Pentatlón moderno - Remo - Sóftbol | - Tenis - Tenis de mesa - Triatlón - Vela - Voleibol |

## Medallero
La tabla se encuentra ordenada por la cantidad de medallas de oro, plata y bronce.
Si dos o más países igualan en medallas, aparecen en orden alfabético.
| Núm. | País                      | Oro | Plata | Bronce | Total |
| ---- | ------------------------- | --- | ----- | ------ | ----- |
| 1    | Cuba                      | 101 | 55    | 35     | 191   |
| 2    | México                    | 26  | 30    | 26     | 82    |
| 3    | Venezuela                 | 14  | 16    | 25     | 55    |
| 4    | Puerto Rico               | 9   | 24    | 38     | 69    |
| 5    | Colombia                  | 9   | 17    | 18     | 44    |
| 6    | Costa Rica                | 3   | 3     | 2      | 8     |
| 7    | Jamaica                   | 2   | 3     | 2      | 7     |
| 8    | Antillas Neerlandesas     | 2   | 0     | 5      | 7     |
| 9    | Panamá                    | 1   | 12    | 11     | 24    |
| 10   | República Dominicana      | 1   | 5     | 14     | 20    |
| 11   | Barbados                  | 1   | 2     | 1      | 4     |
| 12   | Islas Vírgenes Americanas | 1   | 0     | 1      | 2     |
| 13   | Belice                    | 1   | 0     | 0      | 1     |
| 14   | Trinidad y Tobago         | 0   | 2     | 3      | 5     |
| 15   | El Salvador               | 0   | 2     | 1      | 3     |
| 16   | Bahamas                   | 0   | 1     | 0      | 1     |
| 17   | Bermudas                  | 0   | 0     | 1      | 1     |
| 18   | Guatemala                 | 0   | 0     | 1      | 1     |
| 19   | Guyana                    | 0   | 0     | 1      | 1     |
| 20   | Haití                     | 0   | 0     | 1      | 1     |
| 21   | Suriname                  | 0   | 0     | 1      | 1     |